# Edda
Edda Művek — венгерская рок-группа, имевшая в 1973-74 годах название «Griff», в 1974-80 — «Edda», и с 1980 — «Edda Művek». Слово «művek» (работы) символизирует группу, первоначально начавшую карьеру в Мишкольце, типичном центральноевропейском индустриальном городе, также называемом «Стальной Город». Броские, мелодичные песни EDDA и трогательные баллады прежде всего сосредотачиваются на социальной и эмоциональной жизни молодежи. Группа дает более ста концертов ежегодно всюду по Венгрии и окружающим Венгрию странам.

## Состав
- Аттила Патаки
- Иштван Алапи
- Жольт Гёмёри
- Ласло Кичка
- Золтан Хетеньи

## Дискография

### Студийные альбомы
- 1980 — Edda Művek 1.
- 1981 — Edda Művek 2.
- 1983 — Edda Művek 3.
- 1986 — Edda Művek 6.
- 1988 — Változó idők
- 1988 — Pataky-Slamovits
- 1989 — Szaga van!
- 1990 — Győzni fogunk
- 1991 — Szélvihar
- 1992 — Edda Művek 13.
- 1993 — Elveszett illúziók
- 1994 — Sziklaszív
- 1995 — Edda Blues
- 1997 — Edda 20.
- 1999 — Nekem nem kell más
- 2003 — Örökség
- 2005 — Isten az úton
- 2009 — Átok és áldás
- 2012 — Inog a világ

### ЕР
- 1979 — Minden sarkon álltam már / Álom (koncertfelvétel, Budai Ifjúsági Park)
- 1981 — Ballagás kislemez (Kölyköd voltam / Néma völgy)
- 1982 — MIDEM — english promo kislemez
- 1986 — Pataky Attila és D. Nagy Lajos kislemez
- 1987 — Edda Művek 7. Előzetes kislemez
- 1995 — Hazatérsz (közös maxi a Mester és tanítványaival)

### Концертные альбомы
- 1984 — Viszlát Edda!
- 1985 — Edda Művek 5.
- 1992 — Az Edda két arca — Koncert
- 1994 — Lelkünkből
- 1995 — 15. születésnap

### Компиляции
- 1990 — Best Of Edda 1980—1990
- 1992 — Az Edda két arca — Lyrák
- 1994 — Edda Karaoke
- 1997 — Lírák II.
- 1998 — Best Of Edda 1988—1998
- 2005 — Platina
- 2006 — A szerelem hullámhosszán

### Англоязычный альбом
- 1998 — Fire And Rain

### Фильмография
- One Day Rock — документальный фильм о рок-фестивале в 1981 году. Эдда является одним из исполнителей.
- Valediction — саундтрек
- The Protegé
- I Was Your Kid — документальный фильм про последние дни классической Эдды.
- Edda in Petőfi Hall, 1988 — VHS
- Unplugged
- Edda Camp — видео о концерте в 1994 году в Agard
- 15th Birthday — VHS
- 20th Birthday Concert, Small Stadium
- She won’t forget, 'til she live — концертный DVD